# دائرة المدية
دائرة المدية  إحدى دوائر ولاية المدية الجزائرية . عاصمتها هي المدية وتضم بلديات : 
- المدية
- ذراع السمار
- تمزقيدة